# Tào Thạch Phủ
Tào Thạch Phủ (chữ Hán: 曹石甫; trị vì: 760 TCN), tên thật là Cơ Thạch Phủ (姬石甫), là vị vua thứ 10 của nước Tào – chư hầu nhà Chu trong lịch sử Trung Quốc.
Tào Thạch Phủ là con của Tào Huệ bá – vua thứ 9 nước Tào. Năm 760 TCN, Tào Huệ bá mất, Cơ Thạch Phủ lên nối ngôi.
Chỉ được một thời gian ngắn sau khi lên ngôi, Cơ Thạch Phủ bị em là Cơ Vũ sát hại để cướp ngôi. Cơ Vũ lên làm vua, tức là Tào Mục công.